# Bandera de Tenerife
La bandera de Tenerife (Illes Canàries, Espanya) està composta per una creu de Sant Andreu o creu de Borgonya blanc sobre fons blau. Els braços de la creu tenen un ample equivalent a una cinquena part de l'amplada de la bandera.
La bandera de Tenerife té el seu origen en la bandera de la província marítima de Canàries, assignada mitjançant Reial Ordre amb data 30 de juliol de 1845. L'esmentada província es va dividir el 27 de novembre de 1867 a dues noves províncies marítimes: les de Gran Canària i Tenerife, mantenint la de Tenerife la bandera de l'extinta província marítima de Canàries.
Va ser aprovada oficialment com a bandera de Tenerife el 9 de maig de 1989.
La bandera de la província de Santa Cruz de Tenerife és igual amb l'escut provincial en el centre.
La bandera de Tenerife és molt semblant a la bandera d'Escòcia, encara que aquesta última té un color blau més clar (definit com a Pantone 300), mentre que la de Tenerife és blau marí.

## Significat
No existeix un significat oficial que justifiqui els colors de la bandera. Tradicionalment el color blau marí ha estat identificat amb el mar a causa del caràcter insular de Tenerife i el color blanc a la blancor de la neu que cobreix al Teide i als cims durant l'hivern.
Quant a la semblança disseny de la bandera de Tenerife amb la bandera escocesa, hi ha una llegenda urbana segons la qual els polítics canaris més influents pertanyien a la Gran Lògia Maçònica d'Escòcia i van proposar un disseny similar a la bandera d'Escòcia com a homenatge al Gran Mestre de la lògia escocesa per la província marítima de l'arxipèlag, amb capçalera en el Port de Santa Cruz de Tenerife. Més tard aquest disseny seria "heretat" per l'illa de Tenerife. Una altra llegenda diu que va ser adoptat aquest disseny com un senyal de respecte a la valentia dels mariners escocesos que van lluitar a la batalla de Santa Cruz de Tenerife de 1797, quan Horaci Nelson va intentar envair la ciutat i l'arxipèlag.